# Adolfo (diseñador)
Adolfo Faustino Sardiña, más conocido únicamente como Adolfo (Cárdenas, Cuba, 15 de febrero de 1923-Manhattan, Estados Unidos, 27 de noviembre de 2021) fue un sombrerero, modisto y diseñador de moda cubano-estadounidense. 

## Biografía
Nació en Cárdenas en 1923, hijo de padre español y madre irlandesa. Estudió en la escuela jesuita de San Ignacio de Loyola de La Habana y sirvió en el Ejército cubano. Se inició como sombrerero y, siendo adolescente, viajó a París, donde se formó un tiempo con Cristóbal Balenciaga. En 1948 emigró a Estados Unidos y se instaló en Nueva York, donde trabajó en la sombrerería Bragaard y en los almacenes Bergdorf Goodman, hasta que entró a trabajar como diseñador en la empresa de sombrerería Emme. Durante este tiempo destacó por sus diseños de sombreros elaborados únicamente con costuras, sin rellenos ni alambres.
En 1962 creó su propia firma de sombrerería y empezó a introducirse en el círculo de la alta sociedad estadounidense, contando entre sus clientas con Gloria Vanderbilt. Sus principales diseños en estos años fueron gorras de punto con visera, boinas de piel, sombreros con gafas de sol incorporadas, sombreros tipo hongo y pillbox, gorros cosacos, turbantes con plumas y un tipo de sombrero panamá de paja con cintas de rayas.
A mediados de los años 1960 empezó a diseñar vestidos para satisfacer las demandas de sus clientas de sombreros, en colecciones prêt-à-porter. Entre sus principales diseños se encuentran blusas de algodón con encajes, jerséis de organdí, faldas de retales, faldas tirolesas de guinga, blusas estilo Gibson girl, chándals de punto y un tipo de abrigo de muletón de inspiración militar, con botones dorados y charreteras. Desde los años 1970 se enmarcó en un línea más clásica, de líneas rectas y caídas limpias, destacando especialmente en los vestidos de punto.
Una de sus mejores clientas fue Nancy Reagan, una gran promotora de la moda de su tiempo. Para la primera dama diseñó varios vestidos, especialmente trajes de punto de día confeccionados con hilo bouclé, que combinaba con blusas de seda. Adolfo regaló numerosos vestidos a Nancy, obteniendo su beneficio de la publicidad que le procuraba la primera dama. Se convirtió así en uno de los principales proveedores de vestidos de gala para bailes y banquetes oficiales.